# Franz Ziereis

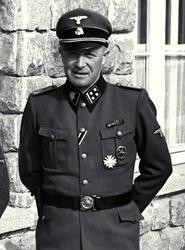
Franz Ziereis als SS-Obersturmbannführer in Mauthausen

Franz Xaver Ziereis (* 13. August 1905 in München; † 24. Mai 1945 in Gusen) war ein deutscher Nationalsozialist und Kommandant des KZ Mauthausen im Range eines SS-Standartenführers. In dieser Funktion war er maßgeblich verantwortlich für die Ermordung von Zehntausenden Menschen während des Nationalsozialismus.

## Leben
Nachdem Ziereis in München eine Kaufmannsschule besucht hatte, verpflichtete er sich 1924 für zwölf Jahre in der Reichswehr.
Am 30. September 1936 trat Ziereis als Ausbildungsreferent in die SS (Mitgliedsnummer 276.998) ein und war zunächst als SS-Obersturmführer der 4. SS-Standarte „Oranienburg“ zugeordnet. 1937 übernahm er die Führung der 22. Hundertschaft im SS-Totenkopfverband II („Brandenburg“). Im März 1938 nahm er mit mobilen Einheiten der SS-Totenkopfverbände an der Besetzung Österreichs teil, am 1. Juli desselben Jahres wurde er Ausbilder der SS-Totenkopfstandarte III („Thüringen“). 1937 trat er der NSDAP  bei (Mitgliedsnummer 5.716.146).
Ab 9. Februar 1939 war Ziereis im KZ Mauthausen, das bis 1. April 1939 offiziell noch von Albert Sauer geleitet wurde. Ziereis übte allerdings schon seit dem 17. Februar 1939 die Funktionen des Lagerkommandanten aus. Als Lagerkommandant von Mauthausen wurde Ziereis schließlich zum SS-Standartenführer befördert. 1942 wurde er auch Betriebsdirektor der Granitwerke Mauthausen mit Werkgruppenleitung in St. Georgen an der Gusen.
Am 23. April 1945 um 15 Uhr ordnete Ziereis persönlich im Bunker die sofortige Verbringung von 40 Häftlingen einschließlich des Widerstandskämpfers Franz Josef Messner in den Gaskeller an. Ziereis schüttete eigenhändig die Zyklon-B-Brocken ins Gaseinfüllungsgerät, in der folgenden Nacht wurden Messners Leichnam und die leiblichen Überreste der anderen Opfern im Krematorium verbrannt.
Am 3. Mai 1945, zwei Tage vor der Befreiung des Lagers durch die US-Armee, flüchtete Ziereis und begab sich zu seiner Jagdhütte am Pyhrn.
Laut einer beeidigten Erklärung von Hans Maršálek wurde Ziereis am 22. Mai 1945, nachdem er von amerikanischen Soldaten gestellt und bei einem Fluchtversuch angeschossen worden war, von diesem in Anwesenheit des Kommandanten der 11th Armored Division, Seibel, des ehemaligen Häftlings und Arztes Koszeinski und eines unbekannten polnischen Bürgers im KZ Gusen mehrere Stunden lang verhört. Er gestand dabei die Ermordung mehrerer tausender Gefangener, unter anderem durch Zuordnung zu Strafarbeits-Kompanien und Sprengung in Tunneln. Außerdem berichtete Ziereis, dass aus tätowierter Haut Lampenschirme, Buchumschläge und Lederetuis hergestellt worden seien. In einem Fotoalbum von Oscar Roth, das der Universität Yale vermacht wurde, findet sich eine zweite, kürzere Version dieses Geständnisses, das in wesentlichen Punkten jedoch mit der Erklärung Maršáleks übereinstimmt. Erstmals bekannt gemacht wurden diese Verbrechen der (österreichischen) Bevölkerung in einer Informations- und Aufklärungsschrift über die Geschehnisse in den Konzentrationslagern Auschwitz, Dachau, Buchenwald sowie Mauthausen im Juni 1945.
Bei einem zweiten Fluchtversuch am 24. Mai 1945 erlag Ziereis seinen Verletzungen.